# مقاطعة بلاك هوك (آيوا)
مقاطعة بلاك هوك (بالإنجليزية: Black Hawk County)‏ هي إحدى مقاطعات ولاية آيوا في الولايات المتحدة الأمريكية.